# Klîmentovîci, Șepetivka
Klîmentovîci (în ucraineană Климентовичі) este un sat în comuna Sudîlkiv din raionul Șepetivka, regiunea Hmelnîțkîi, Ucraina.

## Demografie
Componența lingvistică a localității Klîmentovîci
     Ucraineană (98,91%)
     Alte limbi (1,09%)
Conform recensământului din 2001, majoritatea populației localității Klîmentovîci era vorbitoare de ucraineană (98,91%), existând în minoritate și vorbitori de alte limbi.